# رادیو تابستانه
رادیو تابستانه از هشت صبح ۲۷ خرداد ماه با هدف آگاهی بخشی، ایجاد شادابی و نشاط برای نوجوانان، جوانان و خانوادها پخش آزمایشی خود را در فرکانس 105.5 FM در تهران آغاز کرد.این شبکه رادیویی به عنوان یکی از شبکه های مصوب معاونت صدای صدا و سیمای جمهوری اسلامی ایران، در تاریخ ۳ خرداد ماه ۱۳۹۱ با ۱۲ ساعت پخش روزانه شروع به پخش رسمی کرده و تا ۳۱ شهریور ۹۱ بکار خود ادامه داد. این رادیو در تابستان سال آینده کار خود را مجدداً آغاز خواهد کرد. رضا رضایی موسس و مدیر رادیو تابستانه و مدیر رادیو ایران صدا یکی از اهداف این رادیو را کمک به خانواده ها برای پاسخ دادن به مسئله اوقات فراغت نوجوانان؛ جوانان و خانواده ها در فصل تابستان بیان کرد.
استقبال بی نظیر مخاطبان از برنامه های شاد و مفرح این رادیو ، مخاطبان را با رادیو آشتی داد . رادیو تابستانه در سایت اینترنتی خود ، تصویر استودیو را نیز با سه کیفیت نمایش می دهد.
نسخه موبایل رادیو تابستانه نیز، برای مخاطبان علاقه‌مند به استفاده از ظرفیت اینترنت گوشی همراه قابل بهره برداری است.
در نسخه موبایل رادیو تابستانه، تصویر استودیو و جدول پخش برنامه قابل رویت است. رادیو تابستانه بعدها به رادیو فصلی تغییر نام داد.و اکنون نیز با همان قالب های برنامه ای در فرکانس ۱۰۵.۵ FM از صدای جمهوری اسلامی پخش می شود

## بخش های مختلف
1. اطلاع رسانی عمومی
2. راهنمای آموزشی
3. معرفی مراکز تفریحی و ورزشی
4. اعلام وضعیت جاده ای کشور، جاذبه‌های گردشگری، سیاحتی و زیارتی
5. اعلام وضعیت آب و هوا
6. اعلام زمان حرکت قطار و هواپیما